# Trechtercantharel
De trechtercantharel (Craterellus tubaeformis) is een eetbare paddenstoel, die behoort tot de familie Cantharellaceae. De soort staat op de Nederlandse Rode lijst als kwetsbaar.

## Kenmerken

### Uiterlijke kenmerken
De trechtercantharel vertoont duidelijke, verknoopte richels. Het vruchtlichaam is zak- of trechtervormig. Het is vaak geheel hol doorboord. De kleur van de bovenzijde varieert met vloeiende overgangen van olijfgrijs naar geelgrijs naar okerbruin, in zeldzame gevallen zelfs kanariegeel. Hij is 2–6(-10) cm hoog en wordt even groot in diameter. Er is geen onderverdeling in hoed en steel, ook al lijkt dat op het eerste gezicht zo. De doffe, lichtgele, grijsgele of onopvallende grijze onderzijde heeft meestal een duidelijk latvormig, zelden lamellairachtig uiterlijk tot aan het steelgedeelte. Deze is nooit echt rond en is donker grijsgeel of okerbruin van kleur. De basis van het vruchtlichaam is gerimpeld, taps toelopend en lichter van kleur. Het sporenpoeder is witachtig.

### Microscopische kenmerken
De sporen zijn glad, bolvormig, niet-amyloïde en meten 9-12 × 5-10 µm.

## Ecologie
Craterellus tubaeformis groeit in groepen op zure bodems van vochtige sparrenbossen. Hij is een mycorrhiza-partner van verschillende coniferen, vooral dennen en sparren, soms ook van loofbomen. Het groeit in zure, alkalische en voedselarme beuken-, dennen- en sparrenbossen op matig tot sterk vochtige grond. Het verschijnt alleen boven basisch of neutraal gesteente als er zure grond boven aanwezig is. De trechtercantharel maakt vruchtlichamen van augustus tot november, bij regenachtig weer zijn er al in juli vruchtlichamen te vinden.

## Verspreiding
De trechtercantharel heeft een Holarctische verspreiding en komt dan ook voor in Europa, Noord-Azië en Noord-Amerika. In Nederland komt hij vrij algemeen voor. Hij staat op de rode lijst in de categorie 'Kwetsbaar'.

## Foto's

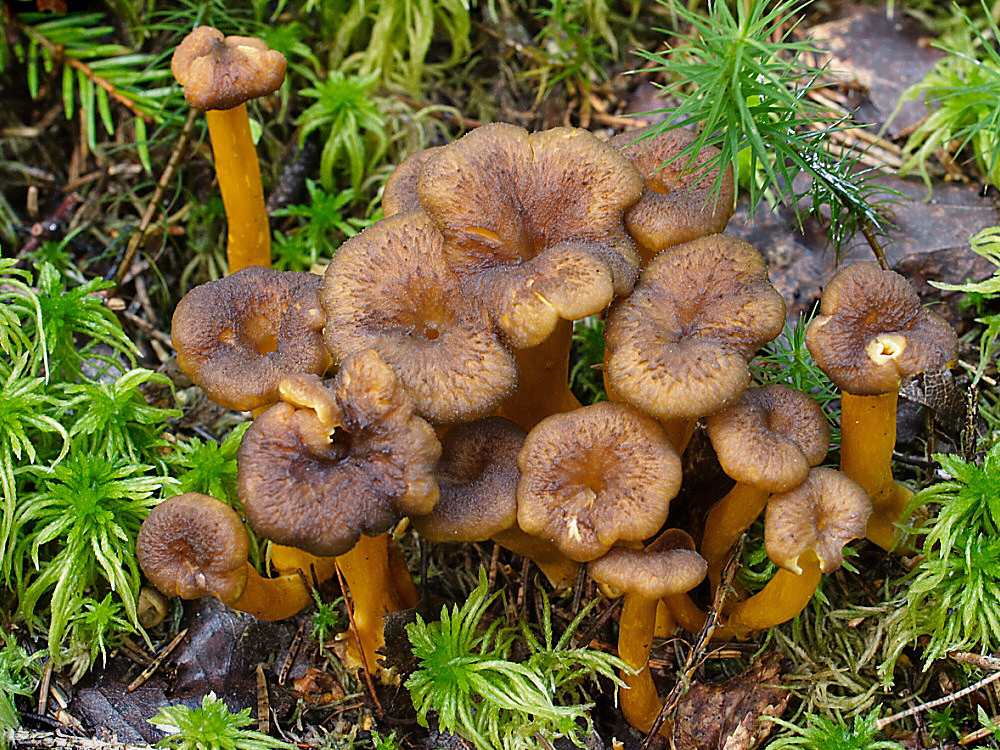
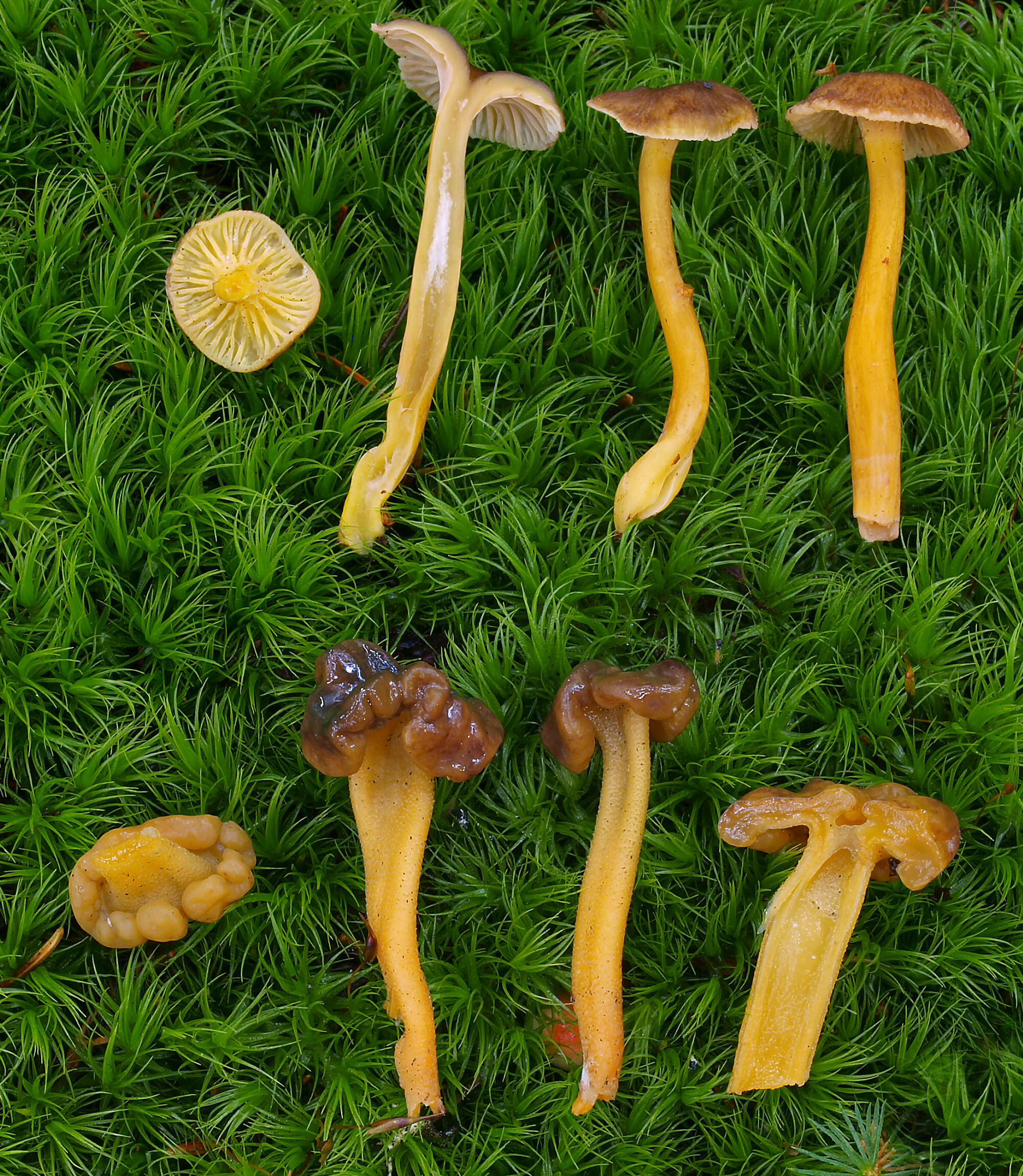
Vruchtlichamen ter vergelijking: boven Craterellus tubaeformis en onder Leotia lubrica
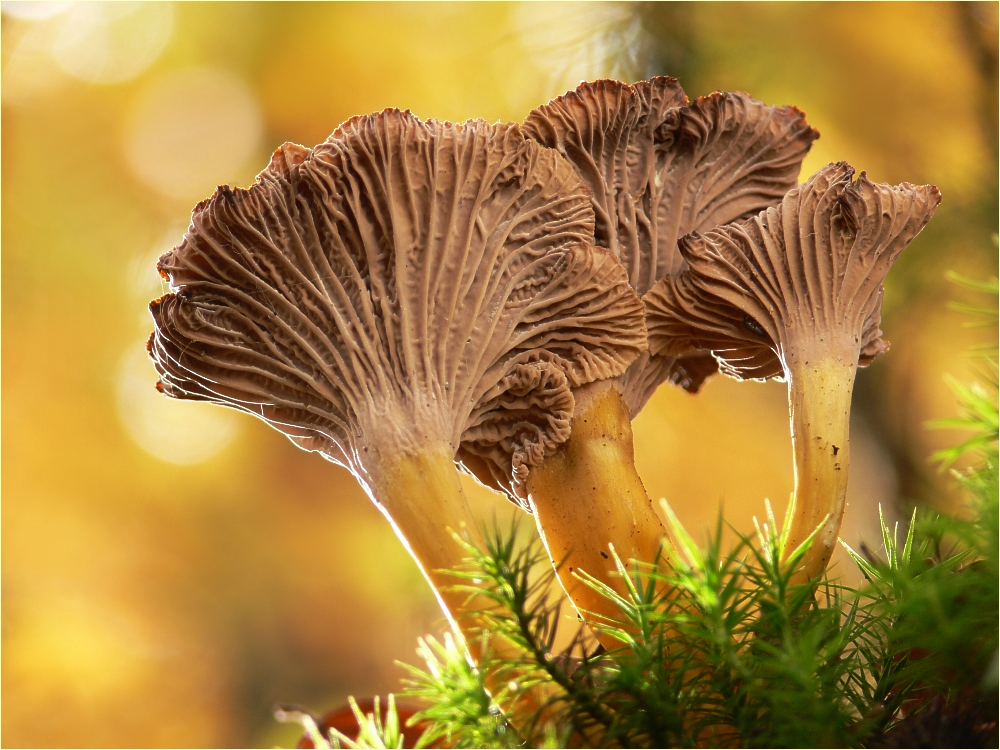